# ممدوح كمال جبر
ممدوح كمال جبر (8 نوفمبر 1925 - 27 أغسطس 2014) هو وزير الصحة المصري سابقاً.

## حياته ونشأته
ممدوح كمال جبر ولد في 8 نوفمبر 1925 بالقاهرة. درس في في كلية الطب بجامعة القاهرة (جامعة فؤاد الأول سابقاً) وتخرج منها عام 1947، وحصل على بكالوريوس الطب والجراحة، ثم حصل على دبلوم طب الأطفال في عام 1950 ودكتوراه في طب الأطفال عام 1951، توفي في حي الدقي بالقاهرة.

## مناصب[2]
- عضو هيئة التدريس بكلية الطب جامعة القاهرة منذ 1948.
- عمل مديرا لمستشفى الأطفال الجامعي بجامعة القاهرة ما بين عامي (1962- 1978).
- زميل الكلية الطبية الملكية بلندن 1981.
- أستاذ طب الأطفال بجامعة القاهرة.
- رئيس لجنة أمراض سوء التغذية بالاتحاد العالمي لعلوم التغذية 1975-1978.
- عضو المجلس الاستشاري للبرنامج العالمي لمكافحة المجاعة التابع للأمم المتحدة 1976-1977.
- وزير الصحة في الفترة ما بين عامي (1978- 1982).
- في عام 1976 تم تعينه رئيسا للمجلس الأعلى للسكان لمدة أربع سنوات.
- رئيس قسم طب الأطفال بجامعة القاهرة من 1986 وحتى 1989.
- تولى رئاسة المنظمة الطبية الإفريقية (1983- 1984).
- شغل منصب رئيس الاتحاد الدولي لعلوم التغذية ما بين عامي (1985-1989 ).
- رئيسا للاتحاد الدولي لطب الأطفال في الفترة (1992- 1995).
- انتخب رئيسا للجنة الاستشارية الدولية للبحوث بهيئة الصحة العالمية بجنيف (1991- 1994).
- شغل منصب نائب رئيس الاتحاد الدولي للصليب الأحمر والهلال الأحمر (1997- 2005).[3]
- انتخاب عام 1982 وحتى وفاته رئيسا للجنة القومية للتغذية.
- عضوا مجلس الشعب خلال دورة الفترة (1984 – 1987).
- رئيس جمعية طب الأطفال منذ 1982.
- انتخاب نقيبا للأطباء عن الدورة التي استمرت من عام 1984 إلى عام 1992.
- رئيس مجلس إدارة المركز المصري لدعم المنظمات الأهلية.
- أستاذ متفرغ بكلية طب جامعة القاهرة.
- عضو المجالس القومية المتخصصة.
- عضو المجلس القومي للطفولة والأمومة.
- عضو مجلس إدارة أكاديمية البحث العلمي والتكنولوجيا.
- رئيس مجلس ادارة جمعية أصدقاء المرضي.
- أمين المهنيين بالحزب الوطني الديموقراطي المنحل في عام 1991.
- عضو كل من هيئة تحرير جريدة البيئة الاستوائية والصحية (طب الأطفال بلندن).
- عضو هيئة التحرير الاستشارية للمجلة الدولية لأبحاث التغذية بالولايات المتحدة الأمريكية.
- شغل منصب الأمين العام للهلال الأحمر المصري وحتى وفاته.

## دوره في الهلال الأحمر المصري
- أحد رواد العمل الانساني والمجتمع داخل جمعية الهلال الأحمر المصري، وأحد رواد طب الأطفال والقطاع الصحي، قام بدور كبير في مجال الرعاية الصحية في مصر على كافة المستويات الأكاديمية والسياسية والعمل الإنساني محلياً ودولياً، وتوفى وهو يتابع بنفسه أحداث لاعتداء على قطاع غزة بصفته الأمين العام للهلال الأحمر المصري، شارك في العديد من مشروعات تنمية وتحسين مستوى الحياة في عدد من قرى الصعيد، طور قرى ضفاف النيل لأكثر من مائة أربع وعشرين قرية في عدة محافظات مصرية.[4]
- شارك في مؤتمر إطلاق الإستراتيجية الوطنية للتكيف مع التغيرات المناخية والحد من مخاطر الكوارث الناجمة عنها.
- نظم وشارك في فاعليات المؤتمر الدولي الحادي عشر لحشد المتبرعين الطوعيـيِّن بالدم، أمين عام الهلال الأحمر المصري، وبرعاية مشتركة بين منظمة الصحة العالمية، والاتحاد الدولي لجمعيات الهلال والصليب الأحمر المدة من 12 حتي 18 يناير سنة 2008.
- حضر العديد من المؤتمرات العالمية والإقليمية.

## مؤلفاته
- بحوث ودراسات سكانية.
- دور الهلال الأحمر المصري في مواجهة الأزمات والكوارث.
- الجهود التطوعية للهلال الأحمر المصري في مجال رعاية الطفولة المبكرة).

## جوائز
- حصل على جائزة الدولة للعلوم الطبية 1962.
- وسام الاستحقاق من الطبقة الأولى في الفنون والعلوم 1963
- وسام الجمهورية من الطبقة الأولى 1981.
- وسام الكنز المقدس من الطبقة الأولى من اليابان 1985.